# Passau
Passau (latinul: Batavis vagy Batavia, ill. Passavium; olaszul: Passavia; csehül és szlovákul: Pasov) Németország egyik legfontosabb városa, Alsó-Bajorországban. Lakosainak száma 54 401 fő (2023. december 31.).
2021 óta A Római Birodalom dunai limese világörökségi helyszín része.

## Földrajzi fekvése
A település közvetlenül az osztrák határ mentén fekszik. Belvárosában találkozik a Duna, az Inn és az Ilz, innen ered egyik elnevezése:  Dreiflüssestadt, azaz „A három folyó városa”.

## Népesség
| Lakosok száma | 24 428 | 48 797 | 50 920 | 49 038 | 49 454 | 50 566 | 51 074 | 52 469 | 53 093 | 54 401 |
|               | 1925   | 1970   | 1975   | 2012   | 2013   | 2015   | 2016   | 2019   | 2021   | 2023   |

## Éghajlata
Passau az északi szélesség 48°-án fekszik. Ennek eredményeképpen a városban elsősorban a nyugati irányból érkező légáramlatok hatása jelentkezik. Amint az éghajlati diagramból látható, Passau a hűvös klímához rendelhető. A kontinentális hatás a Passau régióban is jelen van, amelyet részben hideg és havas tél, és meleg és száraz nyár jellemez. Hőviharok is előfordulnak nyáron.
Átlagosan 36 nyári nap van, amikor a maximum hőmérséklet 25 °C felett van. Ezzel szemben 115 fagyos nap van, 0 °C alatti hőmérséklettel. A legszárazabb hónapok az október és a november. Az indián nyár minden évben enyhe hőmérsékletet eredményez az év végén.
A vízben gazdag Duna és Inn folyók összefolyásának köszönhetően a folyók vízgyűjtőjén gyakran köd van.
Az éghajlati diagram Fürstenzell (Passauval délnyugatra szomszédos) mérési pontjának adatait mutatja. Azonban ez a mérési pont közel 100 méterrel magasabban van, mint maga Passau.
| Hónap                         | Jan. | Feb. | Már. | Ápr. | Máj. | Jún. | Júl. | Aug. | Szep. | Okt. | Nov. | Dec. | Év   |
| ----------------------------- | ---- | ---- | ---- | ---- | ---- | ---- | ---- | ---- | ----- | ---- | ---- | ---- | ---- |
| Átlagos max. hőmérséklet (°C) | 0,6  | 3,2  | 8,4  | 14,2 | 19,0 | 22,0 | 23,5 | 23,2 | 18,5  | 13,0 | 5,8  | 1,3  | 12,8 |
| Átlagos min. hőmérséklet (°C) | −3,5 | −2,5 | 0,8  | 4,7  | 9,3  | 12,3 | 13,8 | 13,5 | 9,9   | 5,9  | 1,4  | −2,3 | 5,3  |
| Átl. csapadékmennyiség (mm)   | 61   | 56   | 72   | 43   | 86   | 83   | 118  | 92   | 70    | 64   | 58   | 65   | 868  |
| Napi napsütéses órák száma    | 2    | 3    | 5    | 7    | 7    | 8    | 7    | 7    | 6     | 4    | 2    | 2    | 5    |
| Forrás:                       |      |      |      |      |      |      |      |      |       |      |      |      |      |

## Története
Passauban nyugszanak Gizella királyné földi maradványai.
1676. december 14-én itt Pfalz–Neuburgi Eleonóra magyar királyné ment férjhez Lipóthoz.
1803-ban a Passaui Püspökség a Bajor Királyság birtoka lett.
Ötvenezer körüli népességéből nagyjából 10 000 fő az 1978-as alapítású helyi egyetem tanulója.

## Látnivalók

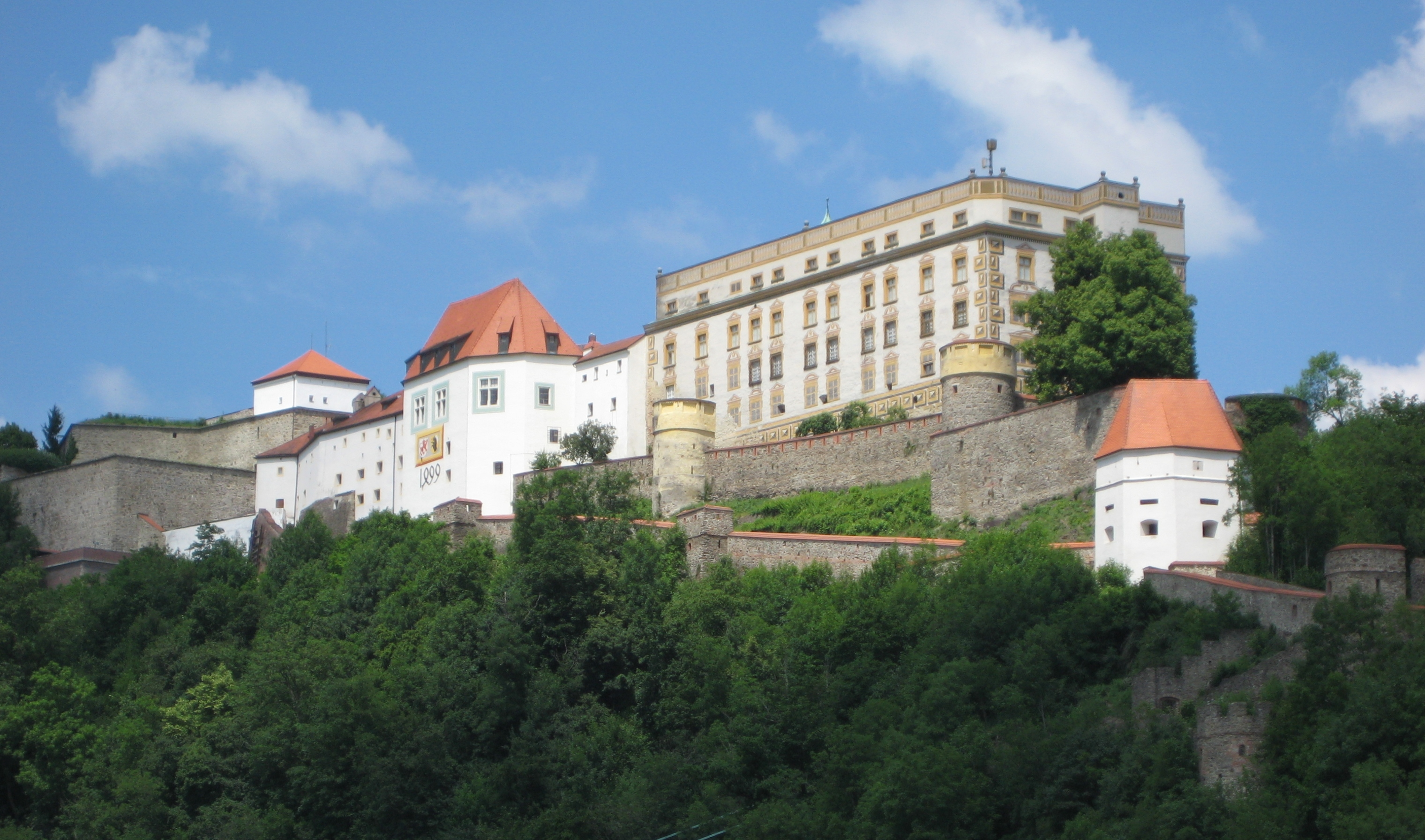
A Veste Oberhaus

### Veste Oberhaus
A Duna városházával szemközti partjának domináns épülete. Több funkciót lát el: itt van a városi történelmi múzeuma, valamint egy ifjúsági szálló és egy csillagvizsgáló. Az Oberhaustól szép kilátás tárul Passau óvárosára és az úgynevezett Ortspitzére, ahol a három folyó – a Duna, az Inn és az Ilz – összefolyik. Az Alpokból jövő Inn vize zöld színű, a Dunáé kék, az Ilzé pedig fekete. Így az összefolyás után a Dunának egy hosszabb szakaszon három színe van.

### Passaui dóm
A Szent István-székesegyház a Passaui egyházmegye székhelye. Története egy Kr. u. 450 körül már létező templomra nyúlik vissza. A püspöki templomot 730-ban említik először egy oklevélben, és 739 óta az egyházmegye székesegyháza. Szent Pilgrim püspök uralkodása alatt 982-től új, háromhajós, ikertornyos westwerkű püspöki templom épült. Ezt 1280 és 1325 között részben egy korai gótikus székesegyház váltotta fel. A késő gótikus stílusú keleti részt 1407 és 1560 között építették hozzá. Az 1662-es városi tűzvészben a keleti rész külső falai kivételével a székesegyház teljesen elpusztult. A székesegyházat 1668 és 1693 között Carlo Lurago építtette újjá, ezúttal barokk stílusban. Különösen figyelemre méltóak Giovanni Battista Carlone belső stukkói és Johann Michael Rottmayr festményei a mellékoltárokban. Ez a legnagyobb barokk székesegyház az Alpoktól északra. A székesegyház orgonája 17 974 sípjával és 233 regiszterével a világ legnagyobb templomi orgonája, és a legnagyobb orgona az USA-n kívül.

## Közlekedés

### Közúti közlekedés
A várost érinti az A3-as autópálya és az A8-as autópálya.

## Testvérvárosok
Összesen tíz testvérvárosa van Passaunak:
- Hackensack, USA, 1952
- Dumfries, Egyesült Királyság, 1957
- Cagnes-sur-Mer, Franciaország, 1973
- Krems an der Donau, Ausztria, 1974
- Akita, Japán, 1984
- Málaga, Spanyolország, 1987
- České Budějovice, Csehország, 1993
- Liucsou, Kína, 1999
- Veszprém, Magyarország, 1999
- Montecchio Maggiore, Olaszország, 2003